# Kirchberg an der Wild
Kirchberg an der Wild ist eine Ortschaft und eine Katastralgemeinde mit 150 Einwohnern der Marktgemeinde Göpfritz an der Wild im Bezirk Zwettl in Niederösterreich. Die Ortschaft hat 150 Einwohner (Stand 1. Jänner 2024). Bis Ende 1970 war Kirchberg an der Wild eine eigenständige Gemeinde.

## Geografie
Kirchberg an der Wild (Höhe 564 m) liegt im nördlichen Waldviertel zwischen Horn und der tschechischen Grenze. Der Beiname Wild bezieht sich auf das Waldgebiet im Umland und wird bei mehreren Ortsnamen dieser Gegend verwendet. Noch zum Einzugsgebiet Groß-Siegharts gehörend (13 km), wird es als Teil des „Bandlkramerlandes“ betrachtet.
An der stark abfallenden Westseite des Hügels befindet sich der künstlich angelegte Schlossteich, mit der für das Waldviertel typischen moorig-trüben Färbung. Der Teich wird vom südlich zu- und nördlich abfließenden Seebsbach gespeist, welcher in der Wild entspringt, und über Schönfeld an der Wild und Blumau an der Wild bei Seebs in den Edelbach einfließt. Dadurch ist der westliche und nördliche Ortsteil von starker Feuchtigkeit geprägt, welche andererseits auf kleinen Raum einen hohen Artenreichtum bei Insekten und Vögeln (Störche, Schwalben und Elstern) vorweisen kann.

## Geschichte
Kirchberg an der Wild entstand vermutlich in der ersten Hälfte des 12. Jahrhunderts. Der erste zentrale Gebäudekomplex dürfte als Burg-Kirchen-Anlage um 1130/40 errichtet worden sein, dort wo sich heute die Pfarrkirche befindet. Für das Jahr 1153 gibt es bereits die erste urkundliche Erwähnung als Pfarrort. In diesem Dokument ist die Schenkung der Kirche zu Kirchberg (mit dem Drittelzehent) von Ulrich von Pernegg an das Stift Geras vermerkt.

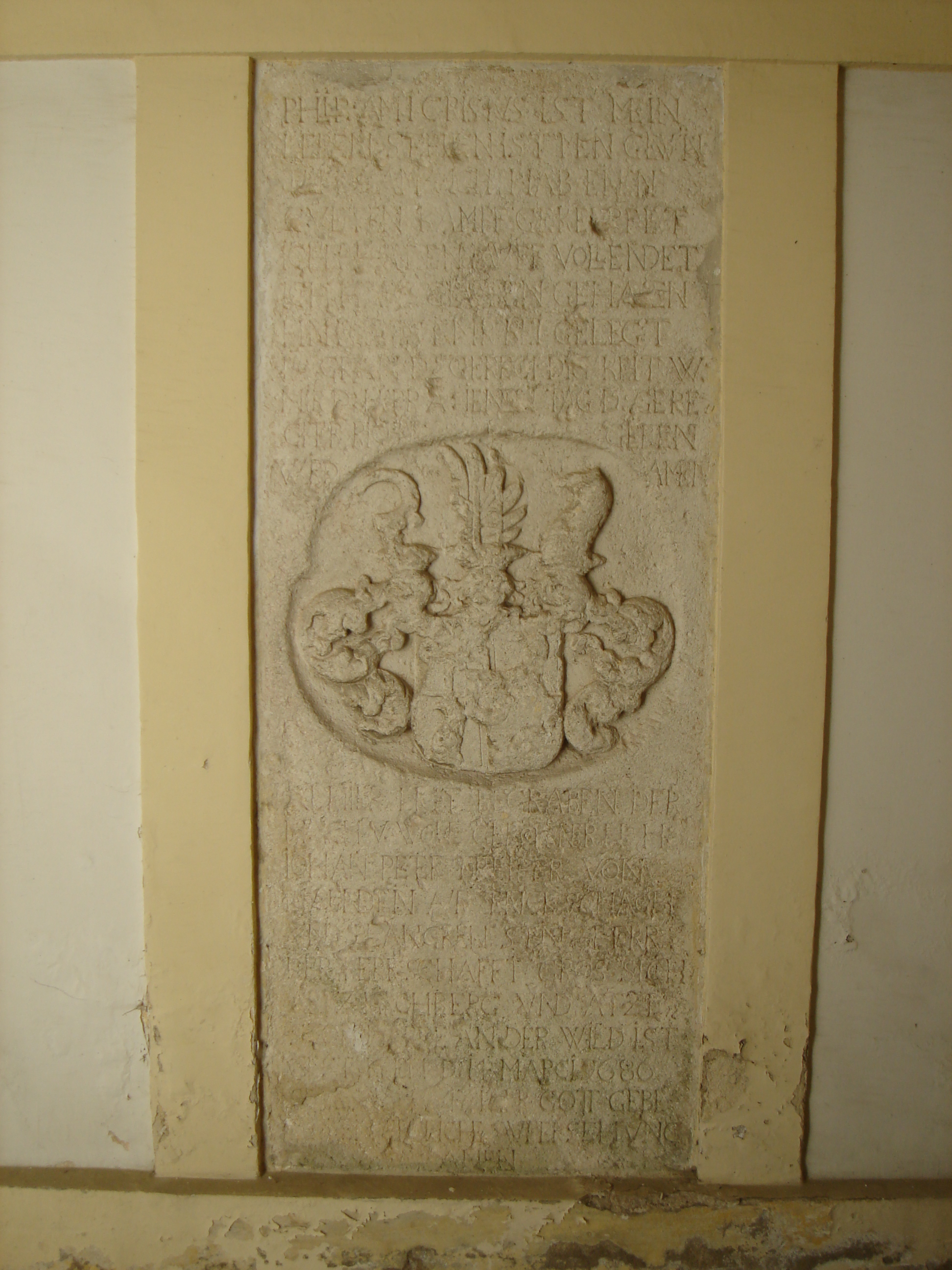
Wappenstein aus dem Jahre 1686 in der Kirche

Folgende Inhaber des Schlosses und der umliegenden Ländereien sind dokumentiert:
- 1153: Stift Geras
- 1385: Andre Chaczinger von Chirchperg
- 1450: Georg von Kuenring-Seefeld
- 1492: Valentin Gundisch
- 15./16. Jahrhundert: Johann IV. von Chunringer (* 1481; † 28. April 1513)
- 16. Jahrhundert: Leopold Hager (protestantischer Adeliger)
- 1548: Maquard von Khunring (gekauft durch Vertrag von Hanns und Wilhelm Puechheim)
- 1552, 1561: Wenzel von Krackwitz
- 1561: Hieronymus Stubner
- 1605: Johann Ludwig von Krackwitz (Verlust der Güter 1620 als Protestant an die k. u .k Hofkammer durch Konfiszierung)
- ab 1627: Ferdinand Kulmer von Rosenbühel (durch Kauf)
- ab 1631: Sohn Ferdinand Kulmer von Rosenbühel (durch Erbschaft)
- 1. Hälfte des 17. Jahrhunderts: Susanne Winklerin und Georg Ehrenreich
- 1641–1653: Joachim Enzmilner, welcher sich später Graf von Windhag nennen durfte
- 1719: Johann Christoph Ferdinand Graf von Mallenthein
- bis Mitte der 1950er Jahre: Van der Straten-Ponthoz
- bis heute: Familie Frühwirth

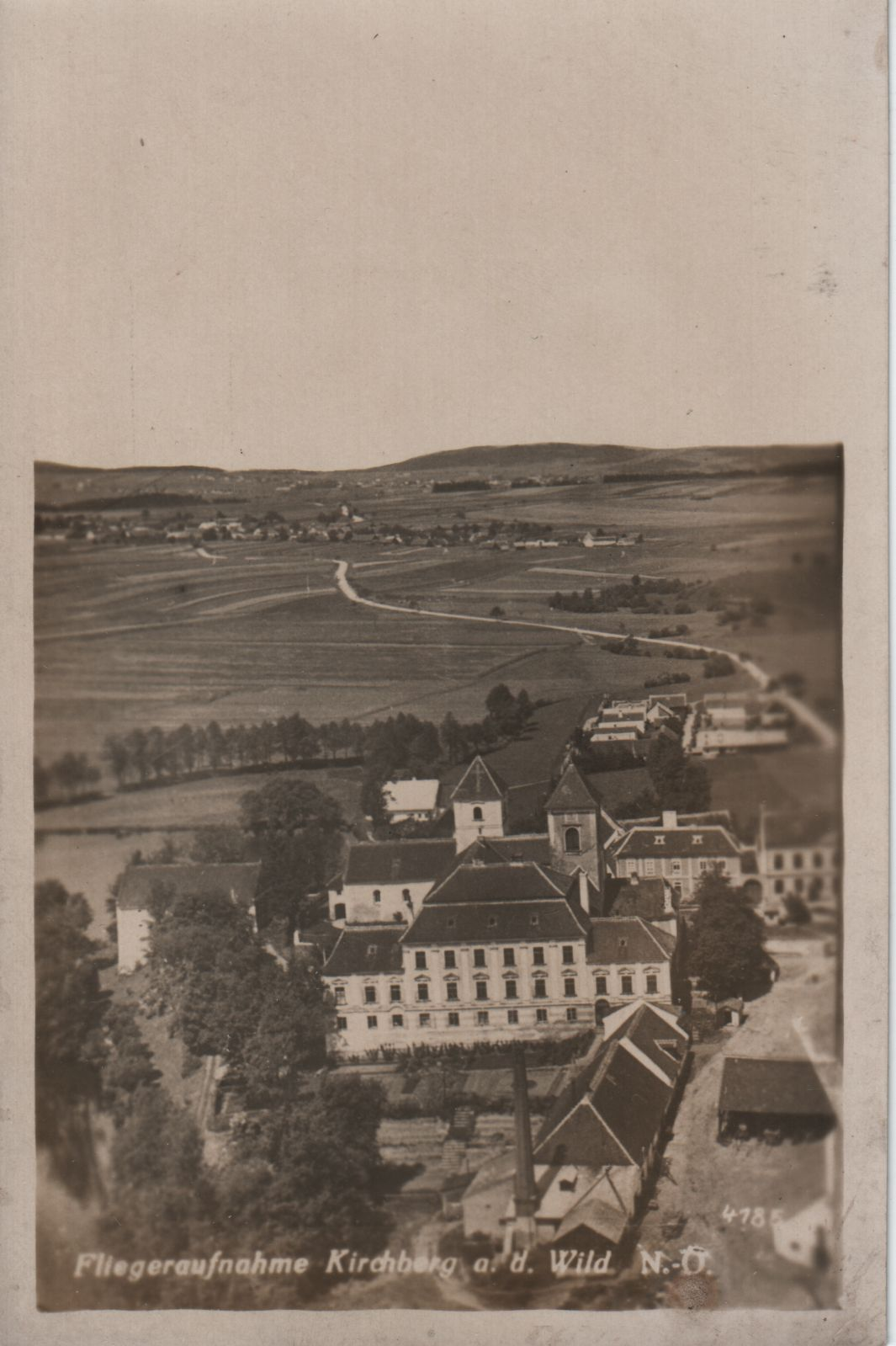
Postkarte mit einer Flugaufnahme von Kirchberg an der Wild (vermutlich aus den 1930er Jahren)

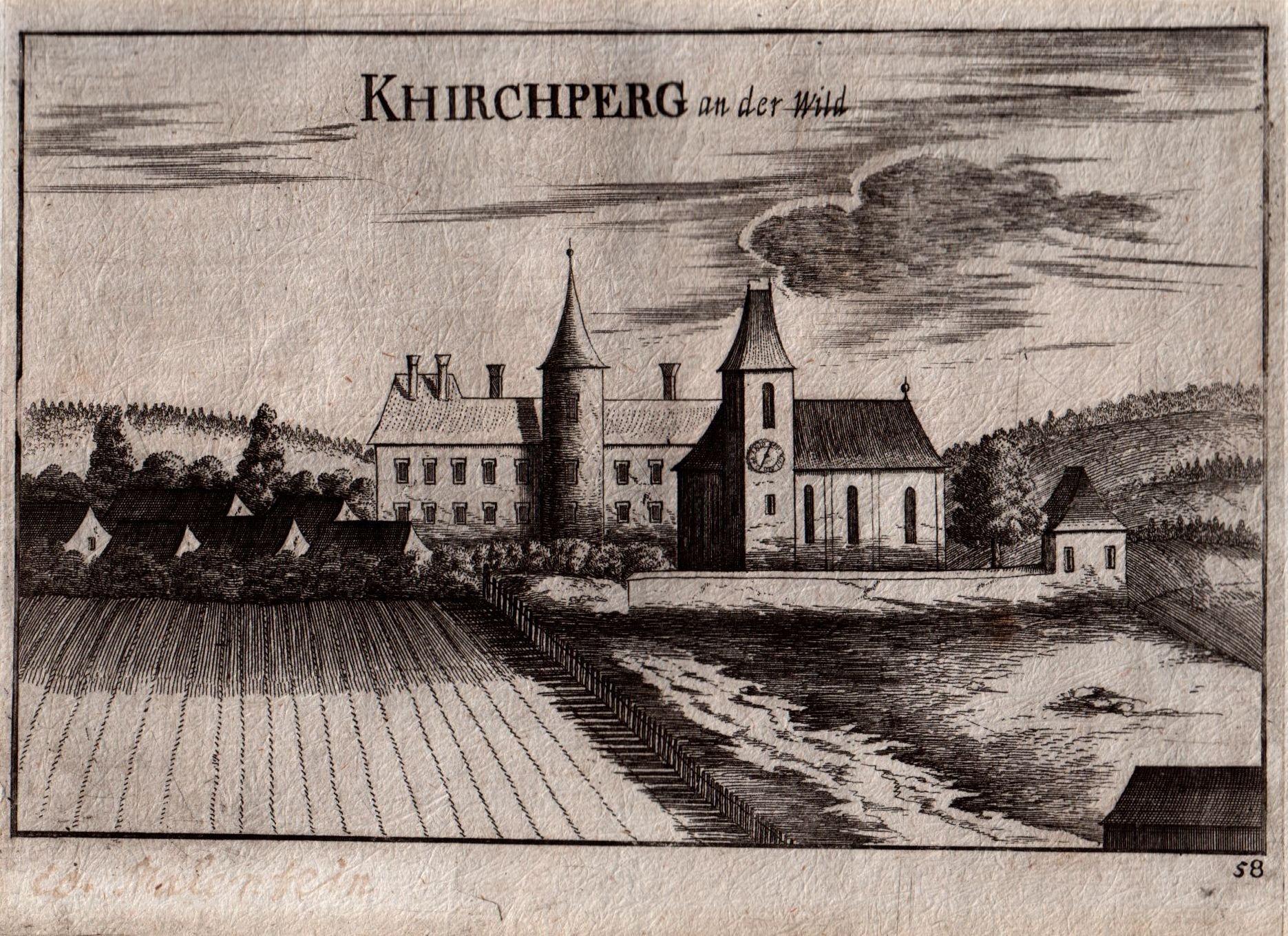
Kirchberg an der Wild im Jahre 1672 (Sicht von Norden)

Es wird angenommen, dass am 14. Oktober 1431 auf der Ebene zwischen Georgenberg und Kirchberg die bedeutende Schlacht gegen die Hussiten stattgefunden hat, bei der diese eine schwere Niederlage gegen die Österreicher unter der Führung Leopolds von Kraigk erlitten. Allerdings sind die Quellenhinweise zum Ort der Schlacht nicht eindeutig. Nach aktuellem Forschungsstand könnte das Schlachtfeld auch östlich von Thaya am Harder Wald gelegen sein.
Im Ersten Weltkrieg diente das Schloss als Internierungslager für Kriegsgefangene.
1929 wurde Kirchberg zum Markt erhoben. Laut Adressbuch von Österreich waren im Jahr 1938 in der Ortsgemeinde Kirchberg ein Bäcker, ein Fleischer, ein Gastwirt, drei Gemischtwarenhändler, ein Marktfahrer, ein Müller, ein Sattler, ein Schneider, ein Schuster, ein Viehhändler, ein Viktualienhändler und mehrere Landwirte ansässig.
In den Jahren von 1945 bis 1955 wurden im Schloss und den Häusern der Ortschaft sowjetische Truppen untergebracht.
Mit 1. Jänner 1971 wurden im Zuge der Niederösterreichischen Kommunalstrukturverbesserung die bis dahin selbständigen Gemeinden Breitenfeld, Kirchberg an der Wild, Merkenbrechts, Scheideldorf, Schönfeld und Weinpolz nach Göpfritz an der Wild eingemeindet.

## Kultur und Sehenswürdigkeiten
- Katholische Pfarrkirche Kirchberg an der Wild: Der romanische Baukern der Pfarrkirche (heilige Peter und Paul), die als eine der älteste im Waldviertel gilt, geht auf das Jahr 1153 zurück. Von der ursprünglichen Anlage ist der romanische vierkantige Turm, der Grundriss des Langhauses und der Triumphbogen erhalten. Burg (Vorläufer des heutigen Schlosses) und Kirche waren ursprünglich durch eine gemeinsame Befestigung gesichert (siehe Stich von Georg Matthäus Vischer von 1672). Die über eine Schalung gemauerte Sakristei (Mittelding zwischen rundbogiger Tonne und spitzbogigem Knick im Gewölbe) dürfte aus dem Mitte des 13. Jahrhunderts stammen. Der Chorbau im Stil der Spätgotik stammte aus dem Ende des 15. Jahrhunderts und wurde 1761 barockisiert. Der spätgotische kreuzgewölbte Chor mit Fünfachtelschluss stammte aus dem 15. Jahrhundert und das Chorquadrat ist mit einem Kreuzrippengewölbe ausgestattet. Das flachgedeckte Langhaus wurde um 1761 im barocken Stil erneuert. Auf den Innenwänden sind vier ovale Ölbilder in Stuckrahmen angebracht, die um das Jahr 1740 entstanden sind. Es handelt sich dabei um die Heiligen Florian, Petrus, Paulus und Donatus. Im Turmquadrat befindet sich das Renaissance-Grabmal von Balthasar Winkler von Neuhaus und Kirchberg (kaiserlicher Rat, heiratete 1563 Katarina Susanna von Grünthal). Der westlichen Vorraum enthält einen dreiteiligen Wappenstein mit einem figuralen Flachrelief aus dem Jahre 1686. Die Pfarre wurde im 12. Jahrhundert dem Stift Geras inkorporiert, und dann im Zeitraum 1611 bis 1700 mit Blumau vereinigt. Danach wurde die Pfarre selbständig. Der zur Kirche gehörende Pfarrhof (Marktplatz Nummer 2) ist ein schlichter josephinischer Bau mit typischen Putzfeldern.

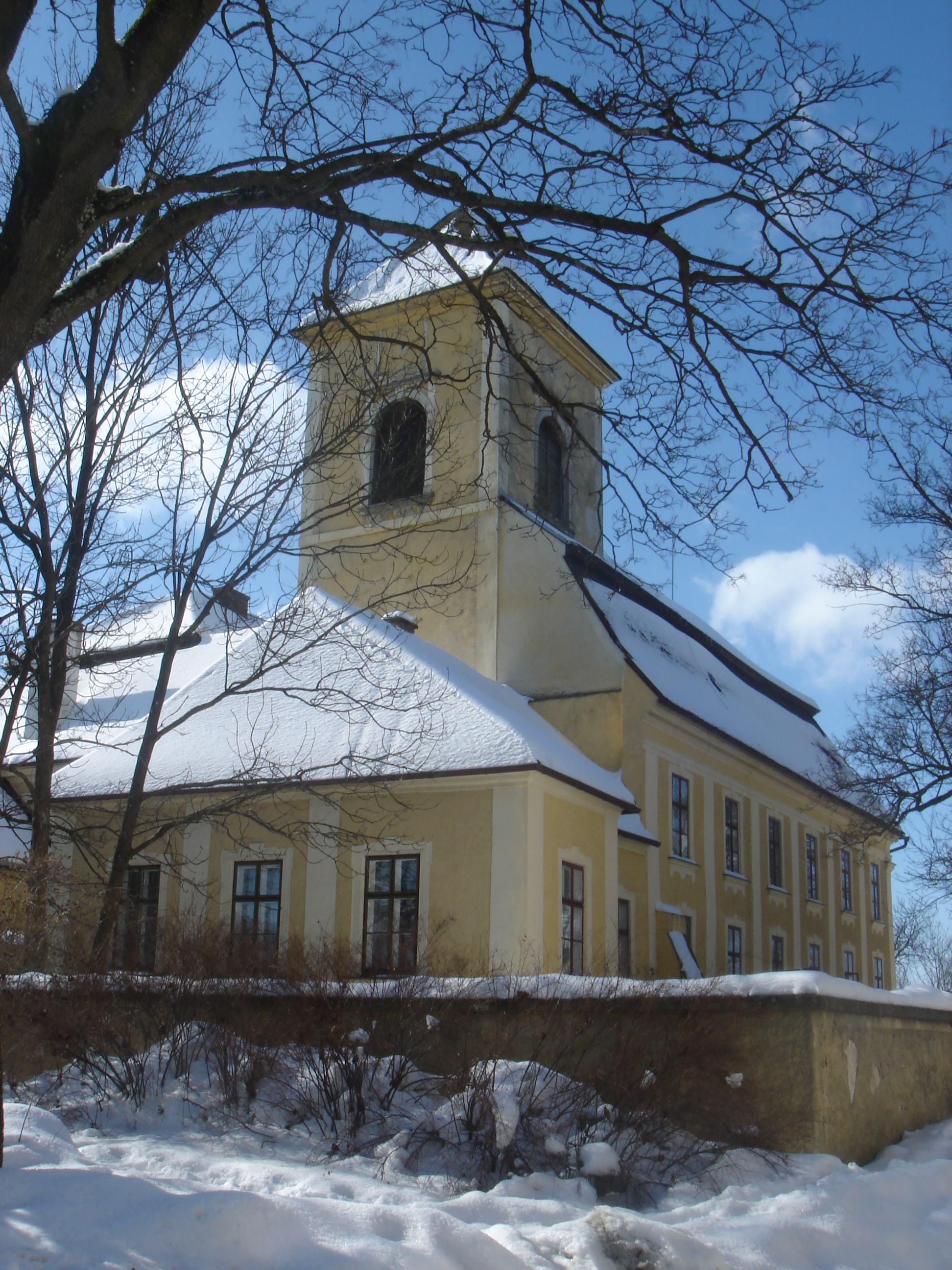
Schloss Kirchberg an der Wild

- Schloss: Unter Wenzel von Krackwitz wurde die mittelalterliche Burg um 1555 großzügig zu einem befestigten, dreiflügeligen Renaissanceschloss umgebaut. Beim Schloss selbst handelt es sich um einen massiven zweistöckigen Rechteckbau mit Lisenengliederung. Vor dem Umbau 1740 war das Gebäude von einem Graben umgeben und zum Haupttor, dessen schmiedeeisernes Torgitter noch existiert, dürfte eine Brücke geführt haben. Sein gedrungener Ostturm mit quadratischem Grundriss ist dem Stil des Kirchturms nachempfunden, war jedoch vor den Umbauten 1740 noch ein Rundturm.[4] Ein Brand im Jahr 1895 zerstörte den nordwestlichen Zubau. Die Zimmer sind noch mit Stuckdecken aus der 2. Hälfte des 19. Jahrhunderts ausgestattet. Die Inschrift A.D 1933 am Turm (unter dem oberen Turmfenster Richtung Marktplatz), lässt vermuten, dass auch in diesem Jahr eine größere Renovierung stattgefunden hat. Auf dem Schlossturm war eine Turmuhr angebracht, mit Zifferblättern Richtung Marktplatz (Osten) und Richtung Göpfritz an der Wild (Süden). Spuren der Ziffernfeldumrandung und der Mauerlöcher für die Zeiger sind noch heute zu erkennen. Das Schloss ist heute in Privatbesitz und kann nicht besichtigt werden.

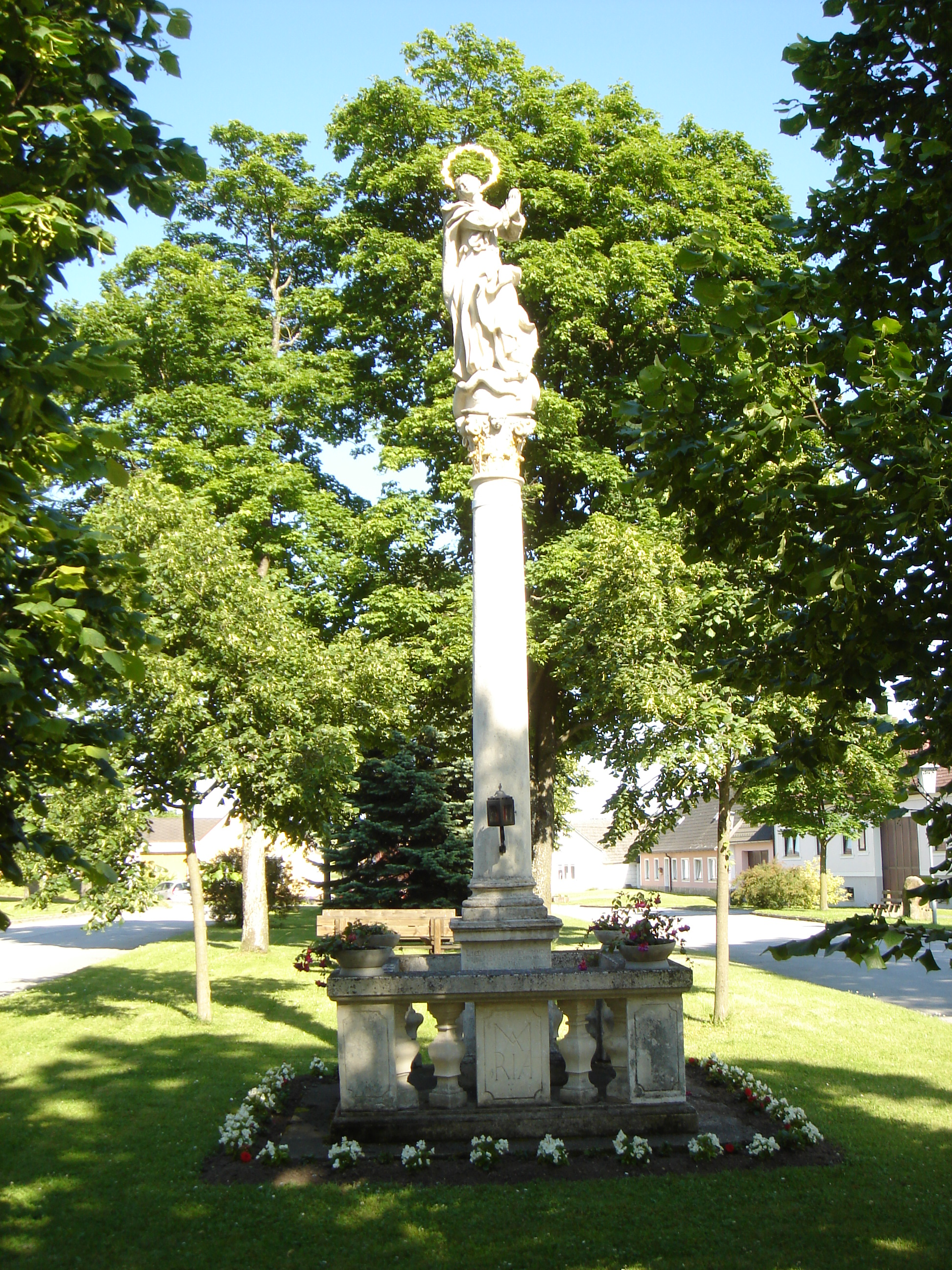
Mariensäule am Hauptplatz

- Marktplatz: Der ehemalige Anger ist ein rechteckiger Platz im Verhältnis 1 zu 6. Im Zentrum befindet sich in einer kleinen Baumgruppe eine Mariensäule aus dem Jahre 1720 (dahinter liegt auch ein unterirdisches Löschwasser-Reservoir). Das Haus Nummer 17 hatte vor seiner Renovierung (ca. 1980er Jahre) noch einen barocken Baukern. Davon ist aber nur noch eine volkstümliche Plastik des heiligen Florians in einer Nische erhalten geblieben. Ungefähr die Hälfte der Marktplatzgebäude besitzt noch die Originalfassade aus der 2. Hälfte des 19. Jahrhunderts.

## Historische Siedlungsentwicklung

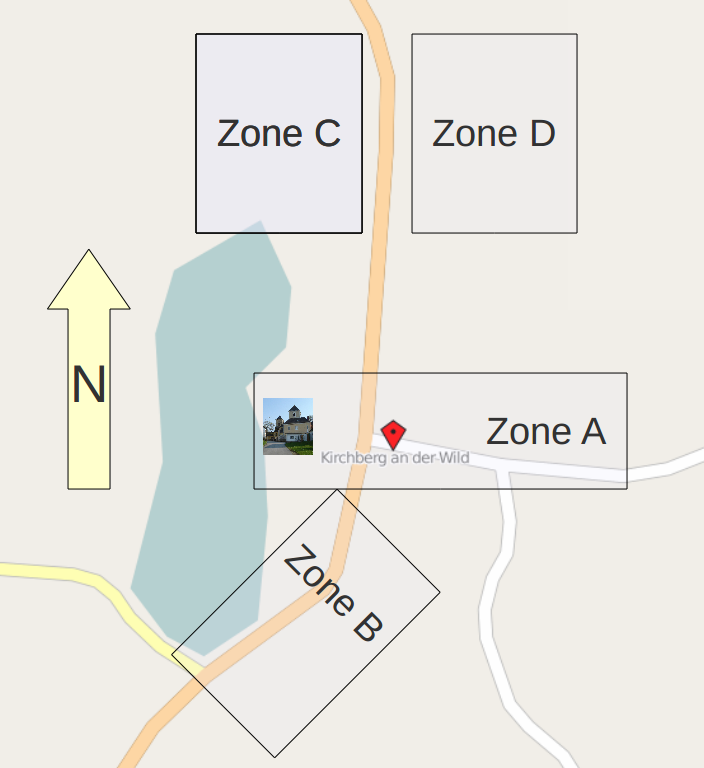
Historische Entwicklung der Siedlungsgebiete in Kirchberg an der Wild

Der ursprüngliche Siedlungskernbereich (Zone A) liegt am Hügel rund um den Hauptplatz, mit der Kirche und dem Schloss am westlichen Ende und der Straße Richtung Osten (Verlängerung des Platzes) zum Friedhof und den Feldern. Danach dürfte die Besiedlung entlang der steilen südlichen Ausfallstraße (Zone B) Richtung Göpfritz an der Wild fortgesetzt worden sein.
In der 2. Hälfte des 19. Jahrhunderts wurden für die Pächter des Schlosses und die Weber der nahe gelegenen ehemaligen Textil-Industrie von Groß-Siegharts kleine Bauparzellen westlich der nördlichen Ausfallstraße am Fuße des Hügels (Zone C) zur Verfügung gestellt. Dort entstanden kellerlose Wohnhäuser im einfachen Cottage-Stil, mit Außenmauern auf Rahmenfundamenten aus Felssteinen, strohgedeckten Dächern und Zwischenmauern aus luftgetrockneten Lehmziegeln. Die Gebäude in dieser Zone wurden früher auch „Weber-Häuser“ genannt und wurden bis zur Zwischenkriegszeit vermehrt von bis zu zwei Familien gleichzeitig bewohnt.
Im 20. Jahrhundert begann dann die Besiedlung an der Ostseite der nördlichen Ausfallstraße (Zone D). Die Entwicklung lässt sich auch gut an den Hausnummer ablesen, die innerhalb der Ortschaft aufsteigend nach Aufschließung der Gründe vergeben wurde (und nicht je nach Straßen, wie es in größeren Orten üblich ist). So wurde im Jahr 1853 berichtet, dass Kirchberg an der Wild 54 Häuser besaß. Dies entspricht ziemlich genau der Siedlungszonen A und B. Zu Beginn des 21. Jahrhunderts befanden sich etwas über 100 bebaute Parzellen im Ort.

## Historische Entwicklung der Wirtschaft, Infrastruktur und Kommunaleinrichtungen
Bis zum 2. Weltkrieg war die Beschäftigungsstruktur grob in drei Bereiche gegliedert:
1. Selbständige Bauern und Gewerbe
2. Unselbständige, die im direkten und indirekten Dienst des Schlosses standen (Tagelöhner, Pächter, Angestellte) und
3. staatliche Bedienstete (Bahn, Post, Gemeinde)

Dies änderte sich in der zweiten Republik. Einerseits stand der Arbeitgeber „Schlossherr“ nur noch bedingt zur Verfügung (Verkauf des Schlosses), andererseits verursachte der eiserne Vorhang eine Blockierung des Waren- und Dienstleistungsaustausches in Richtung der damaligen Tschechoslowakei. Dies führte nicht nur zu einem ökonomischen Niedergang, sondern auch zu einem Rückgang der Bevölkerungsdichte durch Abwanderung und einer Auflösung der dörflichen und regionalen Infrastruktur. Dieser Effekt war nicht nur auf Kirchberg an der Wild begrenzt, sondern erfasste das gesamte nördliche Waldviertel.
Diese Rückentwicklung, welche noch bis Anfang der 1990er Jahre andauerte, manifestierte sich im Rückbau der Franz-Josefs-Bahn (Österreich) auf ein Gleis (1959–1967), Stilllegung der Lokalbahn Göpfritz–Raabs (1986), Auflösung des Postamts und der Volksschule im Dorf, und Schließung von dörflichen Betrieben wie Fleischer, Bäcker, Gasthaus und zwei kleinen Kaufhäusern. Diese Situation veränderte natürlich auch das Arbeitsangebot und viele Bewohner waren daher gezwungen einer Beschäftigung als Pendler nachzugehen (Wochenpendler bis nach Wien).
Bis in die Zwischenkriegszeit gab es auch noch folgende Betriebe zusätzlich in Kirchberg an der Wild:
- Mühle (das Gebäude existiert noch; das Mühlrad wurde jedoch in den 1970er Jahren demontiert)
- Spiritusbrennerei am Schlossgelände (aus den hiesigen Kartoffeln; der Schlot ist heute noch sichtbar)
- Gewerbliche Fischzucht (Karpfen) im Schlossteich

Mit Öffnung der Grenzen (1989) erlebte die Region einen kleinen Aufschwung, welcher durch den Beitritt von Tschechien zur EU (2004) noch verstärkt wurde. Es erfolgte ein Ausbau und eine Modernisierung der öffentlichen Infrastruktur; z. B.: das gesamte Ortsgebiet wurde an eine zentrale Wasser-, Kanal- und Gasversorgung angeschlossen; die Franz-Josefs-Bahn (Österreich) wurde im Streckenabschnitt Göpfritz an der Wild (2,5 Kilometer von Kirchberg entfernt) elektrifiziert. Auch haben sich die Versorgungsmöglichkeiten Anfang des 21. Jahrhunderts durch die Ansiedlung von Handelsketten wie Billa oder Zielpunkt stark verbessert.

## Bedeutende hier geborene oder hier wirkende Menschen
- Alphons Žák (1868–1931), Priester und Historiker
- Alexander Frühwirth (* 1969), Triathlet und Biathlet
- Godwin Schuster (* 1951), Politiker in Wien
- Erich Mautner (1937–2020)[5], Bürgermeister von 2005 bis 2010 und Ortsvorsteher